# Geschichte des Suezkanals
Die Geschichte des Suezkanals umfasst die Entwicklungen hinsichtlich der Planung, des Baus und des Betriebs des Suezkanals vom 19. Jahrhundert bis zur Gegenwart. Der Suezkanal, der das Mittelmeer mit dem Roten Meer verbindet, wurde in den Jahren 1859 bis 1869 von der von Ferdinand de Lesseps gegründeten und geleiteten Compagnie universelle du canal maritime de Suez gebaut und von ihr bis zur Suezkrise 1956 betrieben. Seitdem untersteht er der Suez Canal Authority.

## Von der Idee bis zum Baubeginn
Die Geschichte des ägyptischen Kanalbaus reicht bis zu dem im Alten Ägypten gebauten Bubastis-Kanal zurück. Die Idee des Kanalbaus wurde von Napoléon Bonaparte wieder aufgegriffen, in der ersten Hälfte des 19. Jahrhunderts vielfältig diskutiert und von Lesseps aufgrund von Plänen in die Tat umgesetzt, an denen Linant de Bellefonds und Alois Negrelli einen maßgeblichen Anteil hatten.

### Die Landenge von Sues

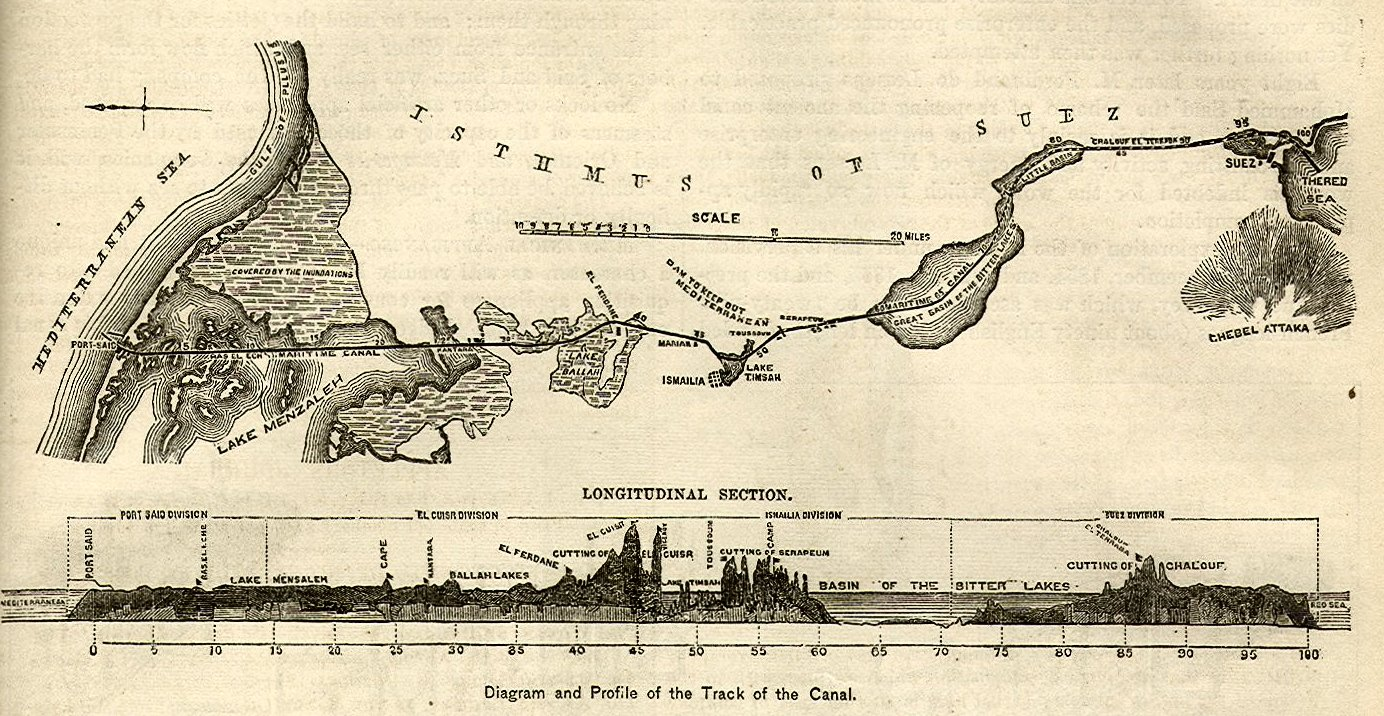
Suezkanal mit Profil

Der Kanal war sozusagen von der Natur vorgezeichnet. Die Landenge von Sues ist eine den Golf von Sues fortsetzende Bodensenkung mit geringen Höhen und einer Reihe von Seen. Von Norden aus betrachtet bestand die Landenge aus dem Schwemmland des Nildeltas mit dem ehemaligen, marschigen Menzalehsee, der im Süden fast an den bereits in der flachen Wüste liegenden Ballahsee angrenzte. Die aus sandigem Boden bestehende Schwelle von El Gisr (auch El Guirs genannt) hat mit rund 16 m Höhe den höchsten Punkt des Isthmus. Es folgen der Timsahsee, früher ein salziger Sumpf, die Erhebung von Serapeum, die früher unter dem Meeresspiegel gelegenen Salzpfannen der Bitterseen und die als Chalouf bezeichnete Strecke vor dem Golf von Sues.

### Idee und Vermessung
Die Idee des Kanalbaus verschwand auch im Mittelalter und in der frühen Neuzeit nicht. So schlugen zum Beispiel die Venezianer 1504 in einem diplomatischen Schreiben an die Osmanen vor, einen Kanal an der Landenge von Sues zu graben, um Kriegsschiffe aus dem Roten Meer ins Mittelmeer verschiffen zu können (Hintergrund war ein Vorgehen gegen die portugiesische Expansion nach Indien).
Auch Gottfried Wilhelm Leibniz griff die Kanalbauidee auf. 1671 schrieb er in diesem Sinn an Ludwig XIV.
Napoléon Bonaparte, der Ägypten als Brückenkopf für den Angriff auf Britisch-Indien nutzen wollte, besuchte Sues 1798 anlässlich seiner Ägyptischen Expedition, fand dort Reste des pharaonischen Kanals und ließ durch eine Gruppe von Ingenieuren unter Leitung von Jacques-Marie Le Père Vermessungen vornehmen. Die Vermessungsarbeiten wurden im Schutz von französischen Armeeeinheiten auf drei Expeditionen im Jahre 1799 mit unterschiedlichen Beteiligten und unterschiedlichen Instrumenten durchgeführt.
Le Père gelangte zu dem Ergebnis, dass der Spiegel des Roten Meers 9,908 m höher liege als der des Mittelmeers. Ein direkter Kanal sei außerdem wegen der Anschwemmungen des Nilschlammes in der Bucht von Pelusium nicht möglich. Man könne jedoch einen mit Schleusen regulierten Kanal entlang des pharaonischen Kanals von Sues über den Timsahsee durch das Wadi Tumilat und durch das Nildelta nach Alexandria bauen. Am sinnvollsten werde ein solcher Kanal durch eine private Gesellschaft gebaut, die staatliche Unterstützung zum Beispiel durch die Überlassung von Ländereien im Wadi Tumilat und im Nildelta erhalte. Die Baukosten seien mit 30 Millionen Francs zu veranschlagen; der Kanal könne von 10.000 Mann in 4 Jahren gebaut werden.
Die Vorstellung vom Höhenunterschied der beiden Meere wurde während der nächsten drei Jahrzehnte allgemein akzeptiert. Zudem musste sich Napoléon 1801 aus Ägypten zurückziehen. Auch die Meinung, ein Kanal könnte durch den Nilschlamm schnell wieder verflachen, wurde immer wieder diskutiert.
Dennoch blieb die Idee einer Verbindung zwischen den beiden Meeren lebendig, sei es durch einen Kanal mit Schleusen durch den Isthmus oder durch das Nildelta oder durch eine Eisenbahn, auch wenn die Welt wohl noch nicht reif für den Kanal war.
Die Schifffahrt wurde noch ausschließlich mit Segelschiffen betrieben, für die das enge Rote Meer mit den jahreszeitlich fast nur nördlichen bzw. südlichen Winden und zahlreichen Korallenriffen nicht sehr attraktiv war. Auch nach dem Aufkommen von Dampfschiffen war zum Beispiel die britische Post noch lange der festen Auffassung, dass Briefe nicht mit Dampfschiffen befördert werden könnten.
Der Interessengegensatz zwischen Frankreich und Großbritannien bestand weiterhin. Großbritannien befürchtete eine Störung seines Indienhandels durch eine französische Präsenz in Ägypten, suchte seinerseits aber nach einer kürzeren Verbindung für diesen Handel. Dabei bevorzugte es eine Eisenbahnverbindung zwischen Alexandria und Sues, in die es später auch investierte, und befasste sich lange mit einer Eisenbahnverbindung vom Mittelmeer zum Euphrat. Ägypten war seit der Machtübernahme durch Muhammad Ali Pascha in 1805 zwar weitgehend selbständig, aber dennoch Teil des Osmanischen Reiches, was die Diskussion um den Kanalbau mit ganz anderen Interessen belastete.
1830 hatte F.R. Chesney im Auftrag der britischen Regierung ermittelt, dass es keine Höhendifferenz zwischen den beiden Meeren gebe und einen Kanal durch den Isthmus vorgeschlagen. Der Vorschlag wurde sogar in einer Kommission des Unterhauses behandelt, fand aber keine weitere Beachtung. Der britische Navy-Leutnant Thomas Waghorn hatte mit seiner Overland Route eine kürzere Verbindung etabliert. Der französische Ingenieur Linant de Bellefonds hatte auf privaten Reisen Studien über einen möglichen Kanal angestellt und war 1831 in die ägyptische staatliche Baubehörde eingetreten, deren Generaldirektor er 1862 wurde. Die französischen Saint-Simonisten befassten sich seit 1820 intensiver mit der Kanalidee. 1833 versuchte Prosper Enfantin erfolglos, den ägyptischen Khediven (Vizekönig) Muhammad Ali Pascha für einen Kanal zu interessieren; aber auch die von Thomas Gallway vorgeschlagene Eisenbahnverbindung von Alexandria über Kairo nach Sues wurde nicht genehmigt. Der österreichische Eisenbahnpionier Alois Negrelli beschäftigte sich ab 1836 mit Plänen für einen Kanal durch den Isthmus.
Barometrische Messungen englischer Offiziere im Jahre 1841 ergaben erneut, dass der Niveauunterschied zwischen den Meeren unbedeutend sei. Die britische Regierung stellte sich jedoch aus rein politischen Gründen gegen das Kanalprojekt und unterstützte als Gegengewicht die Eisenbahnverbindung.
1843 versuchte der österreichische Kanzler Metternich vergeblich, Muhammad Ali Pascha für das Kanalvorhaben zu interessieren, da er davon eine Intensivierung des Handelsverkehrs über Österreich erwartete.
1846 wurde die Société d’Études du Canal de Suez gegründet, eine Studiengesellschaft aus Franzosen, Briten, Deutschen und Österreichern, der unter anderen Prosper Enfantin, Paulin Talabot, Robert Stephenson und Alois Negrelli angehörten. Die erneute Vermessung durch Paul-Adrien Bourdaloue bestätigte endgültig, dass es praktisch keinen Niveauunterschied gibt. Als Ergebnis befürwortete Negrelli einen schleusenlosen Kanal, die Franzosen einen Kanal mit Schleusen, während Stephenson aus wirtschaftlichen Erwägungen eine Eisenbahn als die einzig rentable Verbindung bezeichnete.
1849 starb Muhammad Ali Pascha. Sein Nachfolger Abbas I. vertraute eher den Briten als den Franzosen und ließ zwischen 1851 und 1853 durch Robert Stephenson die Eisenbahn Alexandria – Kairo bauen (die 1858 bis Sues weitergeführt wurde). Dennoch veranlasste er auf Bitten des französischen Generalkonsuls, eine erneute Überprüfung der Höhen durch Linant. Abbas I. starb allerdings schon im Jahr darauf; am 14. Juli 1854 übernahm Muhammad Said die Regierung.

### Ferdinand de Lesseps

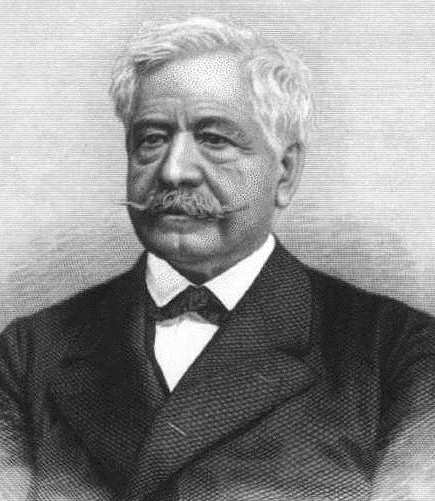
Ferdinand de Lesseps

Der 1805 geborene Ferdinand Vicomte de Lesseps stammte aus einer französischen Diplomatenfamilie. Sein Vater Mathieu de Lesseps war zu Zeiten von Napoléon Bonaparte schon als Diplomat in Ägypten tätig, wo er Muhammad Ali Pascha half, an die Macht zu kommen. Dessen Sohn Muhammad Said freundete sich mit dem jungen Ferdinand an. Nach seinem Jura-Studium ging Ferdinand de Lesseps ebenfalls in den diplomatischen Dienst, der ihn nach Stationen in Lissabon und Tunis im Jahr 1832 als Vize-Konsul nach Alexandria und im folgenden Jahr als Konsul nach Kairo führte. In Alexandria war er auf die Berichte der Ägyptischen Expedition Napoléons über eine mögliche Kanalverbindung in der Description de l’Égypte aufmerksam gemacht worden. Die Ideen von Chesney und Prosper Enfantin nahm er ebenfalls mit Interesse zur Kenntnis. Ab 1837 wurde er in verschiedene andere Länder entsandt, bis er 1849 den diplomatischen Dienst verließ und sich ins Privatleben zurückzog.

### Erste Konzession vom 30. November 1854
1854 erfuhr Lesseps vom Tod von Abbas I. und gratulierte seinem Freund Muhammad Said zur Ernennung zum Vizekönig von Ägypten, der ihn sogleich nach Ägypten einlud. Einige Zeit danach unterbreitete Lesseps dem Vizekönig am 15. November 1854 seine Ideen über den Kanalbau.
Zu diesem Zeitpunkt gab es noch keine genauen Vorstellungen, wo der Kanal verlaufen sollte, geschweige denn exakte Pläne oder eine Kostenkalkulation. Lesseps war auch kein Ingenieur, der eine bautechnische Idee verfolgt hätte. Lesseps war vielmehr fasziniert von der Vision, zwei Meere durch einen Kanal zu verbinden, was durch seine Freundschaft zu Said Pascha plötzlich in den Bereich des Möglichen geriet. Für Lesseps stand dabei außer Frage, dass ein dermaßen großes Projekt nur mit Beteiligung möglichst aller finanziell, politisch und technisch interessierter Kreise machbar sei, was an verschiedenen Stellen der Konzession und der späteren Dokumente zum Ausdruck kam.
Nachdem Said Pascha zunächst mündlich zugestimmt hatte, erhielt Ferdinand de Lesseps am 30. November 1854 die erste Konzession (Firman) zum Bau des Kanals.
Diese erste Konzession gewährte Lesseps das ausschließliche Recht zur Gründung der Compagnie universelle du canal maritime de Suez für den Bau und den Betrieb des Suezkanals und eventuell eines Kanals zum Nil auf eine Dauer von 99 Jahren ab der Eröffnung des Kanals. Schon die bereits festgelegte Bezeichnung Universelle Suezkanal-Gesellschaft sollte zum Ausdruck bringen, dass es sich nicht um eine ägyptische oder französische, sondern eine internationale Gesellschaft handeln sollte. Gewinne sollten in Höhe von 15 % an Ägypten, 75 % an die Aktionäre der Gesellschaft (wobei Ägypten sich die Zeichnung von Anteilen vorbehielt) und 10 % an die Gründungsgesellschafter ausgeschüttet werden (Verluste waren in den Dokumenten nicht vorgesehen). Die von der Gesellschaft mit Ägypten abzustimmenden Kanalgebühren hatten immer für alle Benutzer gleich zu sein. Für einen etwa notwendigen Süßwasserkanal würde die Gesellschaft die nicht bewirtschafteten staatlichen Flächen kostenlos erhalten und sie bewässern und bewirtschaften, soweit sie nicht direkt für den Kanalbau erforderlich waren. Diese Flächen sollten in einem Plan festgehalten werden, der von dem hier noch als Kommissar des Vizekönigs bei der Gesellschaft bezeichneten Linant-Bey aufzustellen war. Die Gesellschaft sollte das Recht haben, Steinbrüche und Sandgruben kostenfrei zu benutzen sowie alle benötigten Geräte und Materialien steuer- und zollfrei einzuführen. Bei den noch auszuwählenden Gründern der Gesellschaft sollten insbesondere Personen berücksichtigt werden, die bereits für dieses große Projekt tätig geworden waren. Die Konzession war in der Ausfertigung vom 19. Mai 1855 mit dem Hinweis verbunden, dass sie der Genehmigung durch den Sultan bedürfe und dass mit dem Aushub des Kanals erst nach der Genehmigung durch die Hohe Pforte begonnen werden dürfe.

### Nächste Schritte

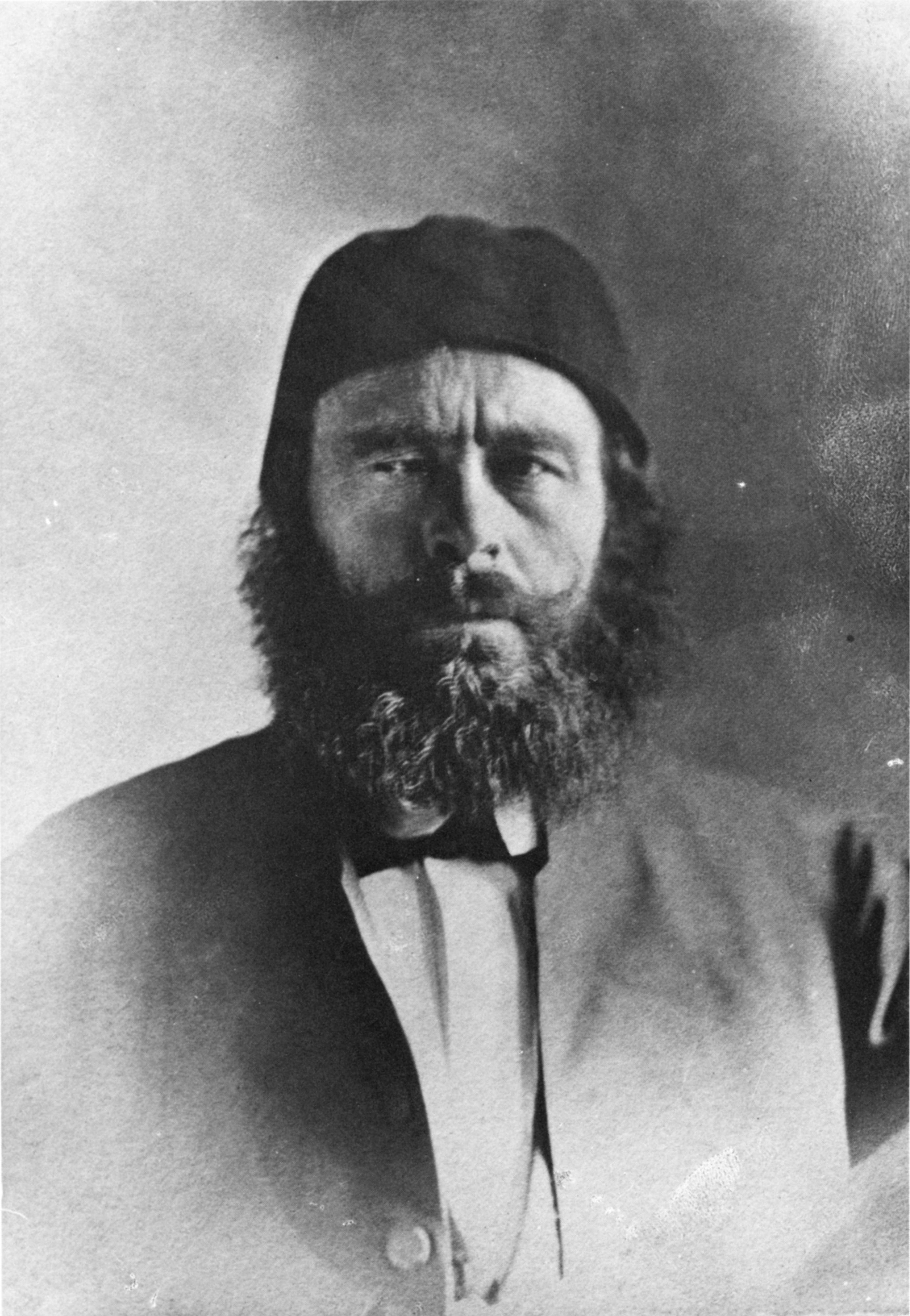
Muhammad Said Pascha

Unmittelbar nach dem Bekanntwerden der Konzession verstärkte Großbritannien seinen Druck auf das Osmanische Reich, um das Projekt zu verhindern. Lord Stratford de Redcliffe erklärte in Konstantinopel gegenüber dem Sultan, dass Ägypten sich vom Osmanischen Reich trennen und sich als französisches Protektorat zwischen die asiatischen und afrikanischen Teile des Reiches schieben werde. Der Außenminister Lord Clarendon schrieb dem französischen Botschafter, dass der Bau des Kanals unmöglich, jedenfalls nicht zu tragbaren Kosten zu realisieren sei; dass das Projekt den Bau der Eisenbahn von Kairo nach Sues verzögern oder gar verhindern werde und dass man den Bau als feindliche Politik ansehe. Der zu dieser Zeit stattfindende Krimkrieg erschwerte die diplomatischen Beziehungen.
In Kairo verfasste Lesseps unter dem Datum vom 15. Januar 1855 ein Memorandum an Linant und Eugène Mougel, einen mit dem Bau der Delta Barrages befassten französischen Wasserbauingenieur, mit einer Beschreibung der vorzunehmenden Untersuchungen und Erkundungen.
Ende Februar 1855 suchte Lesseps den Sultan in Konstantinopel auf, bekam aber lediglich zur Antwort, dass das Projekt im Ministerrat beraten werde.
Linant und Mougel erarbeiteten in der Zwischenzeit ein ausführliches Memorandum, datiert auf den 20. März 1855, mit dem sämtliche alte und neue Zweifel beseitigt werden sollten. Das Memorandum skizzierte einen Kanal, der bei Pelusium (östlich des jetzigen Port Said) münden und mit Schleusen an beiden Enden versehen sein sollte. Die Breite an der Wasseroberfläche wurde mit 100 m, die Tiefe mit 6,50 m und die Böschungsneigung mit 2:1 angesetzt. Eine grobe Schätzung ergab Baukosten von 162,5 Mio. Francs zuzüglich der während der Bauzeit an die Aktionäre zu zahlenden Zinsen von 25,5 Mio. Franc, insgesamt somit 188,0 Mio. Francs, denen ein Aktienkapital von 200 Mio. Francs gegenübergestellt wurde.
Lesseps legte dieses Memorandum mit seinem Bericht vom 30. April 1855 dem Vizekönig vor, der den Bericht mit Bescheid (Firman) vom 19. Mai 1855 zum Inhalt seiner Anordnung bezüglich des weiteren Vorgehens zum Bau des Suezkanals erklärte. In diesem Bescheid wurde festgelegt, dass Linant und Mougel den Verlauf des Kanals im Gelände festlegen, nivellieren und kartieren sollten, Sondierungen vornehmen und Bodenproben nehmen, die wesentlichen Lohn- und Materialkosten ermitteln und eine erste Einschätzung der Zahl der benötigten Arbeitskräfte durchführen sollten. Die daraus resultierenden Planungen sollten veröffentlicht und von einer internationalen Kommission beraten werden; danach sollte über die endgültige Trasse entschieden werden.
Angesichts der ablehnenden Haltung der britischen Regierung versuchte Lesseps, während eines dreimonatigen Aufenthaltes in London die öffentliche Meinung für die Idee des Kanalbaus zu gewinnen. Er hatte zu diesem Zweck sogar ein Buch mit den wichtigsten Unterlagen drucken lassen.
Anschließend rief Lesseps in Paris die im Firman vom 19. Mai 1855 vorgesehene Internationale Kommission über die Durchstechung der Landenge von Suez zusammen, in der 13 herausragende Fachleute aus England, Frankreich, Italien, Niederlande, Österreich, Spanien, und Preußen vertreten waren, darunter Alois Negrelli, der Generalinspekteur der österreichischen Staatsbahnen, der schon an der Société d’Études teilgenommen hatte. Nach entsprechenden Untersuchungen in Ägypten bestätigte die Kommission in ihrem vorläufigen Bericht vom 2. Januar 1856 die Machbarkeit der Vorstellungen von Linant und Mougel und dass die Kosten nicht die genannten 200 Mio. Fr. überschreiten dürften. Der Bericht wurde allerdings erst ein Jahr danach veröffentlicht.

### Zweite Konzession vom 5. Januar 1856
Der Vizekönig bestätigte daraufhin in der Konzession vom 5. Januar 1856 in ausführlicherer Weise die bereits in der ersten Konzession getroffenen Festlegungen. Die Suezkanal-Gesellschaft sollte alle Arbeiten für den Schifffahrtskanal wie auch für den Süßwasserkanal vom Nil zum Timsahsee mit Abzweigungen nach Norden und nach Süden bis Sues in einer Zeit von 6 Jahren bauen. 4/5 der Arbeiter sollten Ägypter sein. Am Timsahsee sollte ein Hafen gebaut werden. Die kostenfreie Einfuhr und Materialentnahme aus Steinbrüchen wurde wiederholt, ebenso die Dauer der Konzession von 99 Jahren ab Eröffnung des Kanals. Die Gebühr für die Passage durch den Kanal wurde auf maximal 10 Francs pro Tonne (tonneau de capacité des navires) und pro Kopf der Passagiere festgelegt. Lesseps sollte der erste Präsident der Gesellschaft auf die Dauer von 10 Jahren werden, gerechnet ab der Eröffnung des Kanals. Die Satzung der Compagnie universelle du canal maritime de Suez wurde genehmigt. Die Gesellschaft sollte ihren Sitz in Alexandria, ihre Hauptverwaltung jedoch in Paris haben. Das Grundkapital sollte 200 Mio. Francs betragen und in 400.000 Aktien à 500 Francs eingeteilt sein. Außerdem enthielt der Firman eine als Cahier des Charges (Leistungsbeschreibung) bezeichnete genauere Darstellung der Arbeiten.
→ Siehe auch Hauptartikel Compagnie universelle du canal maritime de Suez
Auch diese Konzession unterlag der Genehmigung durch die Hohe Pforte in Konstantinopel verbunden mit dem Hinweis, dass der Aushub des Kanals erst nach dieser Genehmigung begonnen werden dürfe.

### Weitere Entwicklung
Am 20. Juli 1856 erließ der Vizekönig ein Dekret über die Arbeitsverhältnisse am Suezkanal. Danach sollten alle Arbeiter vom ägyptischen Staat gestellt werden, wobei auf die saisonalen Bedürfnisse der Landwirtschaft Rücksicht zu nehmen war. Die Suezkanalgesellschaft hatte neben dem Lohn für Unterkunft (in Zelten oder Hütten), Verpflegung, medizinische Versorgung und Kosten der An- und Abreise zu sorgen. Für Krankheitsfälle war eine Fortzahlung des halben Lohns vorgesehen.
Im Dezember 1856 übergab die internationale Kommission ihren endgültigen Bericht, der das Projekt weiterhin befürwortete, aber vorschlug, die Schleusen wegzulassen und den Hafen an den Kanaleingang zu verlegen. Diese Ideen entsprachen den Vorstellungen, die Negrelli schon 1846 im Rahmen der Société d’Études vorgeschlagen hatte und die nun in der internationalen
Kommission endgültig zur Grundlage des Kanalbaus wurden. Wahrscheinlich ist dies der Grund für die häufig wiederholte Behauptung, der Kanal sei nach den Plänen Negrellis gebaut worden. Negrelli starb am 1. Oktober 1858 und konnte die Gründung der Suezkanal-Gesellschaft und die Realisierung seiner Vorstellungen deshalb nicht mehr erleben.
In der Politik machte die Regierung in London deutlich, dass sie weiterhin gegen das Kanalprojekt eingestellt war. Dies ging so weit, dass sie beim Indischen Aufstand von 1857 ihre Truppen und den Nachschub um das Kap der Guten Hoffnung sandte, bis die öffentliche Meinung sie zwang, die Hohe Pforte und den Khediven zu bitten, den Weg über Sues benutzen zu dürfen, was umgehend genehmigt wurde. Auch ein weiterer Besuch Lesseps’ in London konnte die Regierung nicht umstimmen, obwohl er in Wirtschaftskreisen auf Zustimmung gestoßen war. Am 1. Januar 1858 warnte Lord Clarendon sogar die Hohe Pforte, dass eine Genehmigung des Kanalprojektes die Politik der Einheit des Osmanischen Reiches ändern könnte. In Konstantinopel äußerten andere europäische Länder zwar ihre Zustimmung zu dem Projekt, waren aber nicht bereit, eindeutig gegen Großbritannien Stellung zu beziehen. Auch Frankreich nahm offiziell eine neutrale Haltung ein, da Napoléon III. keine Auseinandersetzungen mit Großbritannien wollte. Die Hohe Pforte vermied es daher weiterhin, die Genehmigung zu erteilen, wodurch Lesseps an den Rand des Bankrotts geriet.

### Gründung der Suezkanal-Gesellschaft
Lesseps sah daher nur noch die Möglichkeit nach Paris zu gehen, die Gesellschaft zu gründen und das Projekt des Kanalbaus auch ohne Genehmigung aus Konstantinopel weiterzuverfolgen. Um die ihm zu hoch erscheinenden Bankgebühren zu vermeiden, wandte er sich mit der Einladung zur Zeichnung der Aktien über die Presse direkt an das Publikum. Dabei waren die Aktien aufgeteilt in Anteile für die verschiedenen Nationalitäten, um den internationalen Charakter der Gesellschaft aufrechtzuerhalten. Die Zeichnung der Aktien lief vom 5. bis 30. November 1858, war aber kein voller Erfolg. Von Aktionären aus Frankreich waren 207.111 Aktien bzw. 52 % des Kapitals gezeichnet worden. Aus anderen europäischen Ländern gab es nur eine Beteiligung von rund 3 %. Der Vizekönig übernahm deshalb rund 44,4 % des Kapitals, um die Gründung der Gesellschaft überhaupt zu ermöglichen.
In der Finanzierungsvereinbarung vom 6. August 1860 wurde die Übernahme der restlichen 177.647 Aktien durch den Vizekönig formal geregelt, wobei 20 % des Aktienbetrages im Wesentlichen durch Schuldverschreibungen und die restlichen 80 % in den Jahren 1867 bis 1875 bezahlt werden sollten.
Am 15. Dezember 1858 wurde die Compagnie universelle du canal maritime de Suez gegründet.
Präsident der Gesellschaft war Lesseps, Vizepräsident wurde der Triestiner Bankier Pasquale Revoltella, der ebenfalls einen großen Aktienanteil besaß.
Lesseps konnte nun nicht mehr allein nach politischen Gesichtspunkten handeln, sondern war als Präsident der Gesellschafter in erster Linie seinen Aktionären und dem Gelingen des Projektes verpflichtet, das von der internationalen Presse aufmerksam verfolgt wurde. Um die öffentliche Meinung in seinem Sinne beeinflussen zu können, gründete er das Journal de l’Union des deux Mers, das regelmäßig über den Baufortschritt berichtete.

## Baubeginn

### Vorbereitung

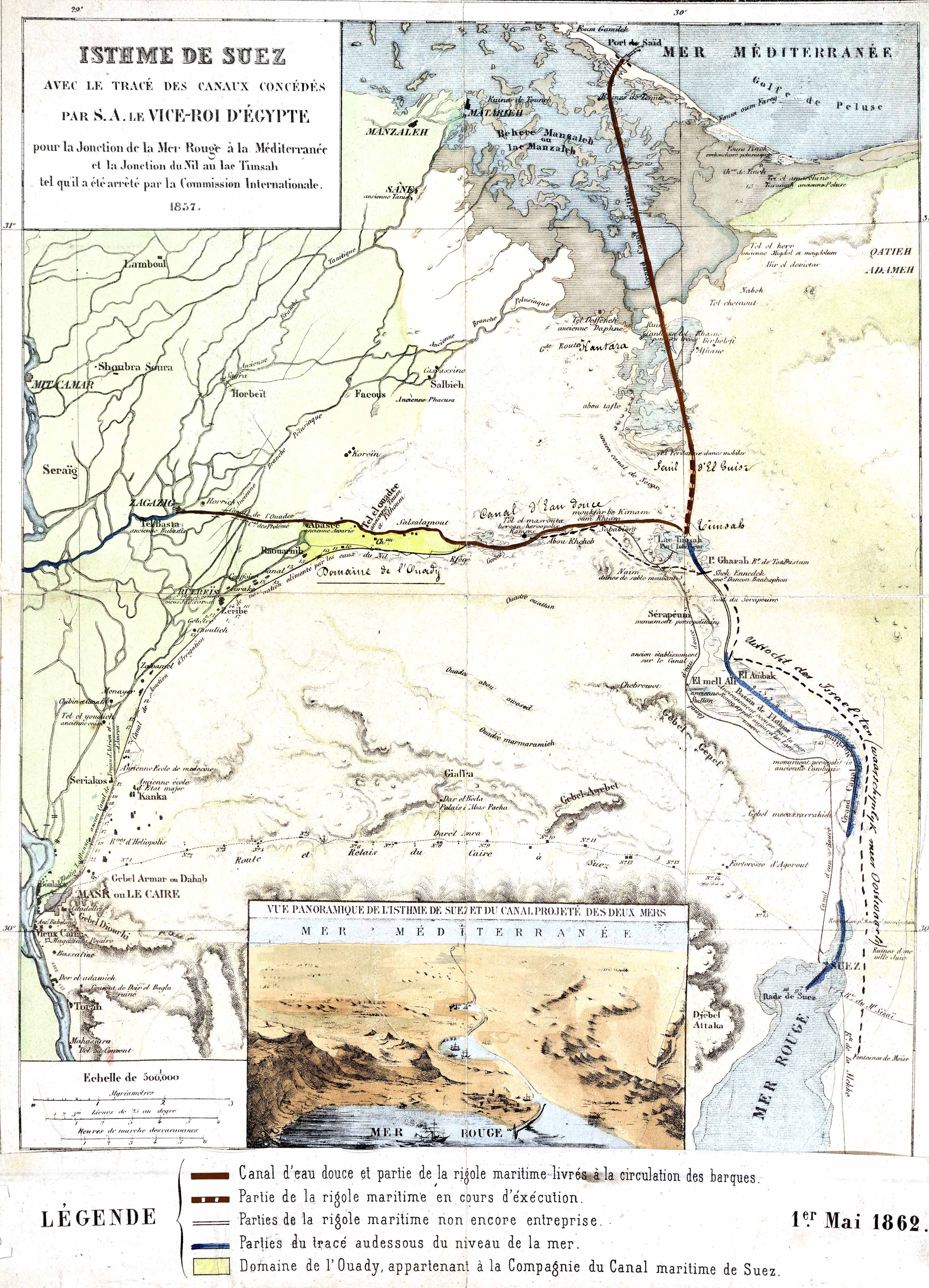
Suezkanal, Süßwasserkanal

Die neu gegründete Gesellschaft war kein etabliertes Bauunternehmen mit zahlreichen Mitarbeitern, großer Routine in der Abwicklung von Bauvorhaben und entsprechendem Gerätepark. Das Bauvorhaben dagegen war wohl das größte seiner Zeit, das obendrein im Wortsinne in der Wüste und weitab von einem Hafen oder irgendwelchen Verkehrsverbindungen lag. Das Projekt mag, rein bautechnisch betrachtet, aus dem relativ einfachen Aushub von überwiegend sandigem Boden bestanden haben. Es dürfte aber damals keinerlei Erfahrungen mit der Abwicklung derartig großer Projekte gegeben haben, insbesondere nicht mit der erforderlichen Arbeitsvorbereitung und Logistik. An der geplanten Mündung des Kanals ins Mittelmeer gab es eine flache Küste, aber keinerlei Infrastruktur, keine Arbeiter und kein Trinkwasser. Die damals verfügbaren Baumaschinen standen noch am Anfang ihrer Entwicklung. Alles Material, alle Werkzeuge, Maschinen, Kohle, Eisen und Holz mussten aus Europa herangeschafft werden.
Anfang 1859 wurde eine Projektleitung (Service des travaux) unter der Führung vom Eugène Mougel etabliert, ein Baubüro in Alexandria eröffnet und Bauleitungen für den Abschnitt Port Said, den Süßwasserkanal und die Wasserbauarbeiten eingesetzt. In Frankreich ließ man Baggerschiffe mit schwimmendem Förderband sowie Maschinen zum Aushub an Land bauen, die es in der Art bisher allenfalls in England gegeben hatte. Um das Trinkwasserproblem zu lösen, wurden in Amsterdam drei Geräte zu Destillierung von Wasser gekauft. Am 12. Februar 1859 wurde ein großer Erdbauvertrag mit dem Bauunternehmer Alphonse Hardon geschlossen.

### Baubeginn und erste Phase der Bauarbeiten
Am 25. April 1859 fand die offizielle Eröffnung der Bauarbeiten statt, ohne dass Lesseps die Genehmigung der Hohen Pforte erhalten hätte. Unter der ägyptischen Fahne absolvierte Lesseps in Anwesenheit von Gesellschaftern, Ingenieuren und 150 Arbeitern den ersten Pickelschlag auf dem Strandabschnitt, an dem später der zu Ehren von Said Pascha genannte Ort Port Said gebaut wurde.
In den nächsten Monaten wurden ein Landungssteg, ein hölzerner Leuchtturm, Lagerplätze, eine Feldbahn und Unterkünfte eingerichtet, Brunnen gegraben sowie die Baggerschiffe mit den dazugehörigen Geräten antransportiert und montiert.
Anschließend begann man, die Fahrrinne im Menzalehsee mit Baggerschiffen auszuheben. Der Kanal sollte im Endstadium 8 m tief, an der Sohle 22 m und am Wasserspiegel 58 m breit sein.
Bezüglich des Aushubs an Land wurde jedoch entschieden, zunächst eine 24 m breite und 2 m tiefe Rigole de service (Hilfsrinne) zu bauen. Mit diesem Ausdruck vermied man einen Bezug auf den Bau eines Kanals, der von der Hohen Pforte immer noch nicht genehmigt worden war.
Von Beginn an wurde an dem Süßwasserkanal vom Nil durch das Wadi Tumilat zum Timsahsee gearbeitet. Dabei konnte ein noch existierendes Teilstück des pharaonischen Bubastis-Kanals verwendet werden. Dieser Süßwasserkanal diente nicht nur der Versorgung der am Suezkanal arbeitenden Leute, sondern auch der Bewässerung großer, bisher unbewirtschafteter Länder an seinen Ufern und nicht zuletzt auch als Verkehrs- und Transportweg zwischen Kairo und Ismailia.
Die Geräte zur Wasserdestillation erwiesen sich bald als unzureichend, deshalb mussten 16 bis 17.000 Liter Trinkwasser pro Tag mit Lastkähnen und Kamelen herangeschafft werden. Dabei waren bis zu 1.600 Kamele nur für den Wassertransport im Einsatz.
Der Aushub im Trockenen erfolgte durch Fellachen von Hand mit Pickeln und Binsenkörben, die durch Menschenketten auf den Böschungskamm befördert wurden. Ende 1861 waren mehr als 3.000 Arbeiter auf der Baustelle in Port Said und rund 17.000 auf der Schwelle von El-Gisr tätig.
Wenn die so gebaute Rinne tief genug und mit Wasser gefüllt war, konnten Baggerschiffe den weiteren Aushub vornehmen.
Bei dem Ende Februar 1860 mit dem Unternehmen Hardon unterzeichneten Vertrag sollte Mougel 5 % des Gewinns erhalten. Bald kam es jedoch zu Unstimmigkeiten innerhalb der Gesellschaft und mit dem Unternehmen Hardon, die im August 1861 zur Kündigung von Mougel und Ende 1862 zur Aufhebung des Vertrages mit Hardon gegen eine erhebliche Abfindung führten. Mougel wurde durch seinen Stellvertreter Jean-François Voisin ersetzt, der als erstes eine zeitgemäße Organisation des Baubetriebs und eine Buchhaltung nach den Regeln des französischen Bauministeriums einführte.

## Politischer Widerstand
Die Bauarbeiten waren vom fortdauernden politischen Widerstand Großbritanniens begleitet. Nach dem Baubeginn in Ägypten wurde Großbritannien umgehend in Konstantinopel vorstellig, diesmal mit Unterstützung von Österreich. Am 1. Juni 1859 wurde Lesseps aufgefordert, die Arbeiten einzustellen. Der Vizekönig tat jedoch nichts, um die ägyptischen Arbeiter von den Baustellen abzuziehen, und so wurde weitergearbeitet. Gegenüber den heftigen Vorhaltungen der britischen Diplomaten erklärte er, dass er keine Kontrolle über die am Kanalbau tätigen Europäer hätte; wenn überhaupt, müssten diese von ihren eigenen Regierungen abberufen werden. Massiver britischer Druck führte jedoch zu einer Note des Großwesirs in Konstantinopel, dass alle Arbeiten am Kanal einzustellen seien, da sie nicht vom Sultan genehmigt waren. Said Pascha gab zu verstehen, dass er dieser massiven Aufforderung Folge leisten würde.
Lesseps einzige verbleibende Chance war, sich im Juli 1859 an Kaiser Napoléon III. zu wenden, der ihm die erbetene diplomatische Unterstützung gewährte und erreichte, dass sich auch Österreich und Russland zugunsten des Kanals äußerten und infolgedessen Konstantinopel nichts mehr gegen den Kanalbau unternahm.

## Corvée
Nach dem Firman über die Arbeitsverhältnisse vom 20. Juli 1856 sollten die Arbeitskräfte zwar von Ägypten gestellt werden, Lesseps bemühte sich jedoch zunächst, Arbeiter auf freiwilliger Basis einzustellen, konnte sie aber nicht in ausreichender Anzahl rekrutieren. Im Januar/Februar 1862 musste deshalb auf die in Ägypten seit alters her noch praktizierte Corvée zurückgegriffen werden, eine Art Frondienst, bei der Arbeiter zwar zwangsverpflichtet, aber bezahlt wurden.
In England war die Sklaverei zu dieser Zeit ein großes politisches Thema. Die Regierung in London versuchte gegenüber der Öffentlichkeit, die Arbeiten am Kanal als Sklaverei darzustellen, obwohl der britische Konsul in Kairo wenige Jahre zuvor den Vizekönig dringend gebeten hatte, den Bau der Eisenbahn nach Sues durch die Corvée zu erleichtern. Sie versuchte sogar, in Konstantinopel die Absetzung des Vizekönigs durch den Sultan zu erreichen, was aber lediglich die Entsendung eines hohen Beamten nach Kairo zur Folge hatte, dessen Reise vergeblich war.
Auch die Todesfälle unter den einheimischen Arbeitern infolge von Krankheiten, Unfällen oder durch die gelegentlich ausbleibenden Kamele mit Trinkwasser wurden übertrieben.
Die Suezkanal-Gesellschaft hatte, wie in den Konzessionen vorgesehen, von Beginn an einen Sanitätsdienst eingerichtet. Die von der Gesellschaft veröffentlichten Statistiken zeigten jährliche Todesfälle zwischen 1,4 ‰ und 2,5 ‰. Im Jahr vor der Eröffnung des Kanals waren mehr als 34.000 Arbeiter für die Gesellschaft tätig.

## Weitere Bauarbeiten

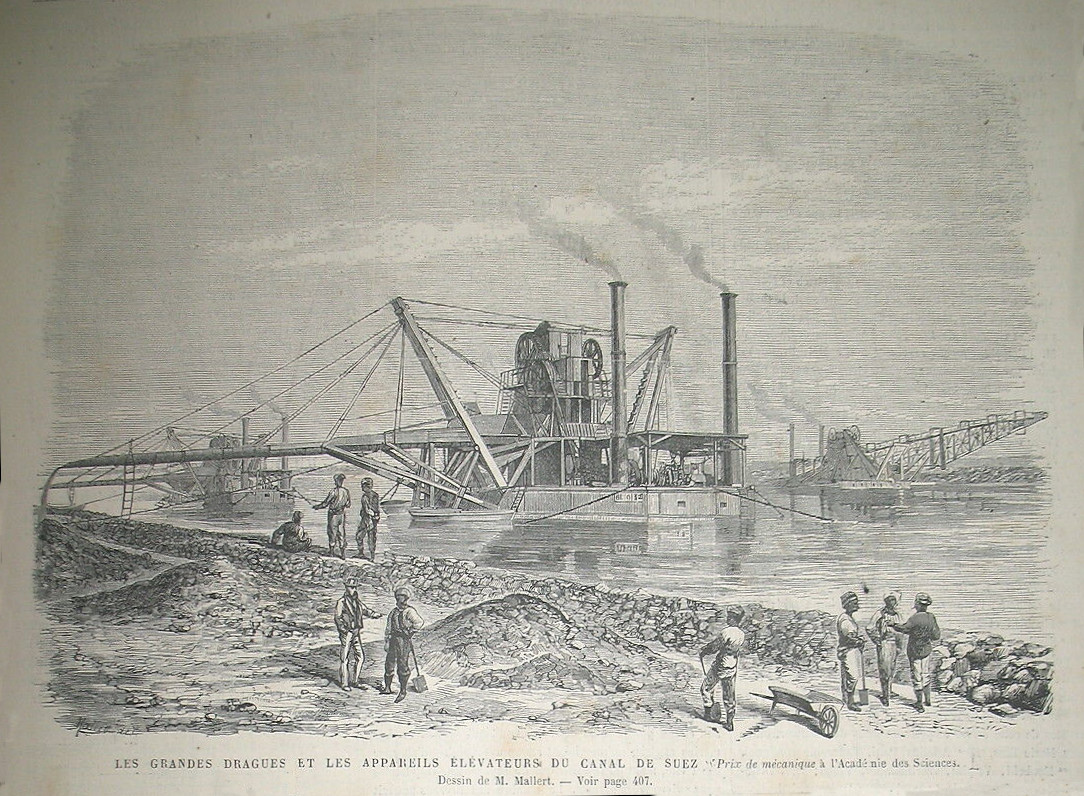
Die großen Bagger und Ableger beim Bau des Suezkanals, Juni 1869

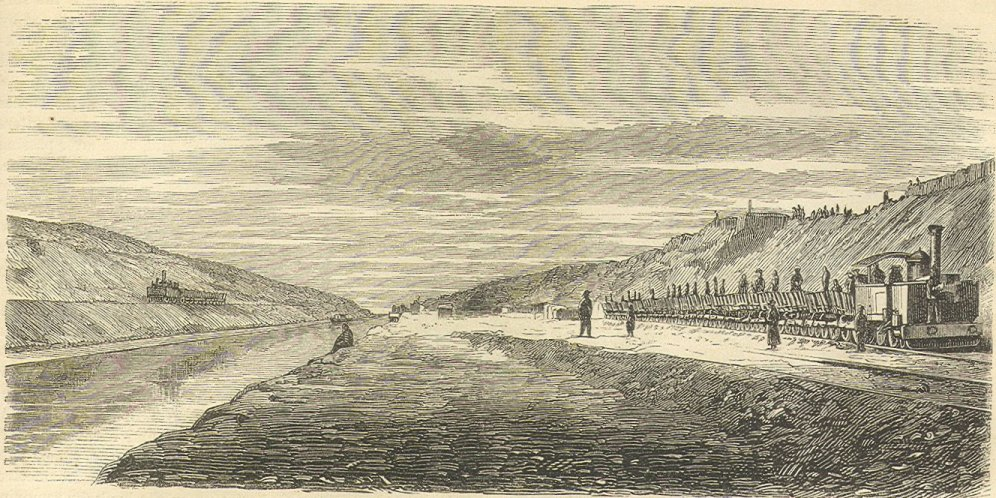
Kanalbau südlich von El Guisr

Während dieser Auseinandersetzungen gingen die Bauarbeiten fast zwei Jahre weiter. Am 2. Februar 1862 wurde der vom Nil zum Timsahsee führende Süßwasserkanal fertiggestellt und am 18. November 1862 offiziell der Wassereintritt durch die 2 m tiefe Rinne in den Timsahsee gefeiert. Bei dem Bankett für 300 Ehrengäste fiel der Vertreter Großbritanniens durch krankheitsbedingte Abwesenheit auf, war aber einen Tag später wieder auf den Beinen.
Die Arbeiten am Kanal bzw. an der Rinne liefen an den verschiedensten Abschnitten weiter. Allein im Bereich nördlich des Timsahsees waren rund 18.000 Mann eingesetzt. Ebenfalls wurde mit Nachdruck an der Verlängerung des Süßwasserkanals nach Sues und nach Port Said gearbeitet. Am 29. Dezember 1863 wurde die Inbetriebnahme des Süßwasserkanals in Sues gefeiert; am 9. April 1864 floss das Süßwasser durch eine gusseiserne Leitung bis nach Port Said.
Nach der Auflösung des Bauvertrages mit Hardon im Januar 1863 wurden während der nächsten Monate Bauverträge mit mehreren französischen Firmen abgeschlossen, die später mehrfach erweitert wurden.

### Tod des Vizekönigs Said Pascha
Am 17. Januar 1863 starb Said Pascha und sein Neffe Ismail Pascha wurde vom Sultan zu seinem Nachfolger ernannt. Ismail hatte zwar eine positive Einstellung zum Kanalbau, strebte aber die Rückgabe eines Großteils der Ländereien an, die Said Pascha der Kanalgesellschaft überlassen hatte. Der britische Botschafter versuchte dies auszunutzen, indem er die Hohe Pforte darauf hinwies, dass die von Said Pascha erteilten Konzessionen nie genehmigt wurden und die Kanalgesellschaft deshalb keinerlei Recht hatte, die Arbeiten fortzusetzen. Kurz darauf forderte die Hohe Pforte den Vizekönig auf, die Zwangsarbeit einzustellen und die überlassenen Ländereien zurückzukaufen. Sollte dem nicht zugestimmt werden, sollte die Kanalgesellschaft aufgelöst, die Aktionäre abgefunden und der Kanal unter ägyptischer Regie fertiggestellt werden. Lesseps ließ jedoch die Arbeiten unverändert weitergehen, da die öffentliche Meinung in Frankreich auf seiner Seite war.

### Schiedsspruch NapoléonsIII.
Man kam schließlich überein, Napoléon III. als Schiedsrichter entscheiden zu lassen. Am 6. Juli 1864 verkündete Napoléon III. seinen Schiedsspruch: Der Firman vom 20. Juli 1856 über die Regelung der Arbeitsverhältnisse wird aufgehoben und die Zwangsarbeit beendet. Als Entschädigung stehen der Kanalgesellschaft dafür 38 Mio. Francs zu. Die Gesellschaft muss den Süßwasserkanal fertigstellen und die umliegenden Ländereien gegen eine weitere Entschädigung von 16 Mio. Francs zurückgeben. Für die Rückgabe der Ländereien um den Suezkanal erhält die Gesellschaft 30 Mio. Francs, so dass sie insgesamt 84 Mio. Francs erhielt, die sie dringend benötigte. Der Schiedsspruch wurde im Dezember 1864 förmlich ausgetauscht, aber die Genehmigung des Sultans zum Kanalbau stand immer noch aus. Lesseps wandte sich deshalb erneut an Napoléon III. Weitere Vereinbarungen wurden geschlossen. Unter anderem verkaufte die Gesellschaft in der Vereinbarung vom 30. Januar 1866 die Domaine de l’Ouady (Domaine im Wadi) zum Preis von 10 Mio. Francs an Ägypten.

### Genehmigung der Hohen Pforte
Als Grundlage für die Genehmigung des Kanalbaus durch die Hohe Pforte wurden am 22. Februar alle Vereinbarungen nochmals zusammengefasst.
Am 19. März 1866 wurde schließlich der Ferman des Sultans mit seiner endgültigen Genehmigung veröffentlicht.
Damit wurde die lange Auseinandersetzung zwischen Lesseps und der britischen Regierung beendet. Die britische Admiralität hatte allerdings schon im Mai 1863 begonnen, die Hafenanlagen in Malta zu vergrößern und Erweiterungen in Aden und Bombay einzuleiten. Auch die Peninsular und Oriental Company hatte schon mit Vorbereitungen begonnen, ihre Schiffe durch den Suezkanal fahren zu lassen.

### Fortgang der Bauarbeiten

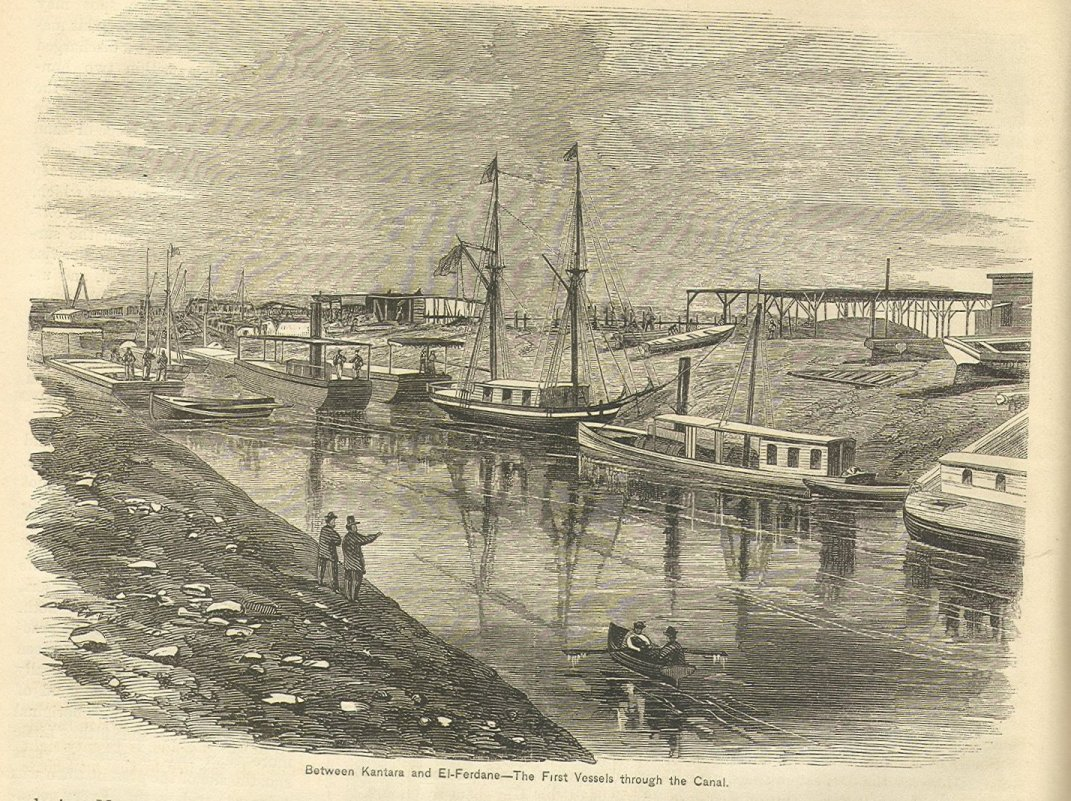
Erste Schiffe bei El Kantara

Die Aufhebung der Corvée hatte einen tiefgreifenden Einfluss auf die weiteren Arbeiten, da die Zahl der einheimischen Arbeiter deutlich sank. Dies war auch darauf zurückzuführen, dass der Preis der Baumwolle infolge des amerikanischen Bürgerkriegs gestiegen und deshalb Arbeit auf den Baumwollfeldern interessanter geworden war. Die Kanalgesellschaft und die von ihr beauftragten Bauunternehmer begegneten dem, indem die Entwicklung und der Einsatz von Maschinen erheblich vergrößert und eine große Anzahl von Arbeitskräften aus dem Mittelmeerraum eingesetzt wurden. So verbrauchten die eingesetzten Maschinen Ende des Jahres 1867 mehr als 12.000 Tonnen Kohle pro Monat und das in den Mittelmeerhäfen gesprochene Italienisch wurde zur vorherrschenden Sprache auf den Baustellen.
Die Choleraepidemie im Juni/Juli 1865, die von Pilgern aus Mekka eingeschleppt wurde, führte zwar dazu, dass die Arbeiter die Baustelle in dieser Zeit verließen, hatte im Verhältnis zu gesamten Bauzeit aber keinen wesentlichen Einfluss.
In der insgesamt rund 10-jährigen Bauzeit war aus einem leeren Strandabschnitt die nach Said Pascha benannte Hafenstadt Port Said mit rund 7.000 Einwohnern geworden. Um den Nilschlamm abzuhalten, der durch die Meeresströmungen angeschwemmt wurde, hatte man zwei rund 2 km lange Molen ins Meer gebaut, für die 57.800 große Steinblöcke aus einer Art Beton produziert, zum Teil auch herangeschafft, und eingebaut wurden. Aus einem winzigen Dorf am Timsahsee war eine nach dem Khediven Ismail benannte Stadt Ismailia geworden, in der die Generaldirektion der Bauarbeiten ihren Sitz hatte. Sues, zuvor eine einsame Ansiedlung einiger Häuser, war zwar schon durch den britischen Landtransport etwas größer geworden, wurde aber erst durch den Kanalbau zu einem lebhaften Ort.
Baugeräte waren in der Zeit zu leistungsfähigen, dampfbetriebenen Erdbaumaschinen weiterentwickelt worden, was schließlich die Zahl der erforderlichen Arbeitskräfte um drei Viertel reduzierte.
Man hatte einen Kanal von 162 km Länge gebaut, zuzüglich eines 2 km langen Zufahrtskanals vor Port Said und eines 1 km langen vor Sues. Der Kanal war 8 m tief und am Boden 22 m breit. Die Breite am Wasserspiegel variierte zwischen 100 m in den flachen Gebieten und 58 m in den Durchfahrten durch die Schwellen von El-Guisr, Serapeum und Chalouf.
Für den Kanal waren insgesamt etwa 74.000.000 m³ ausgehoben worden.
Die Kosten des Kanalbaus waren von 162 Mio. Francs (für einen flacheren Kanal) in der ersten Schätzung von Linant und Mougel auf 416 Mio. Francs zur Zeit der Eröffnung und schließlich bis zur endgültigen Fertigstellung der Restarbeiten am 15. April 1871 auf insgesamt 426 Mio. Francs gestiegen.
Um diese Kosten finanzieren zu können, hatte die Gesellschaft für den Verkauf der Liegenschaft im Wadi Tumilat an Ägypten, die Aufgabe der Zollfreiheit, verschiedene Dienstleistungen und aus einer Kreditaufnahme erhebliche weitere Mittel erhalten.
Am 25. März 1869 begann der Einlass von Wasser aus dem Kanal in die tiefer gelegenen Bitterseen, was der Anlass für ein großes Fest war, bei dem Lesseps verkündete, dass der Kanal am 17. November 1869 feierlich eröffnet werde. Die Füllung der Bitterseen dauerte bis zum 24. Oktober 1869.

## Eröffnungsfeierlichkeiten

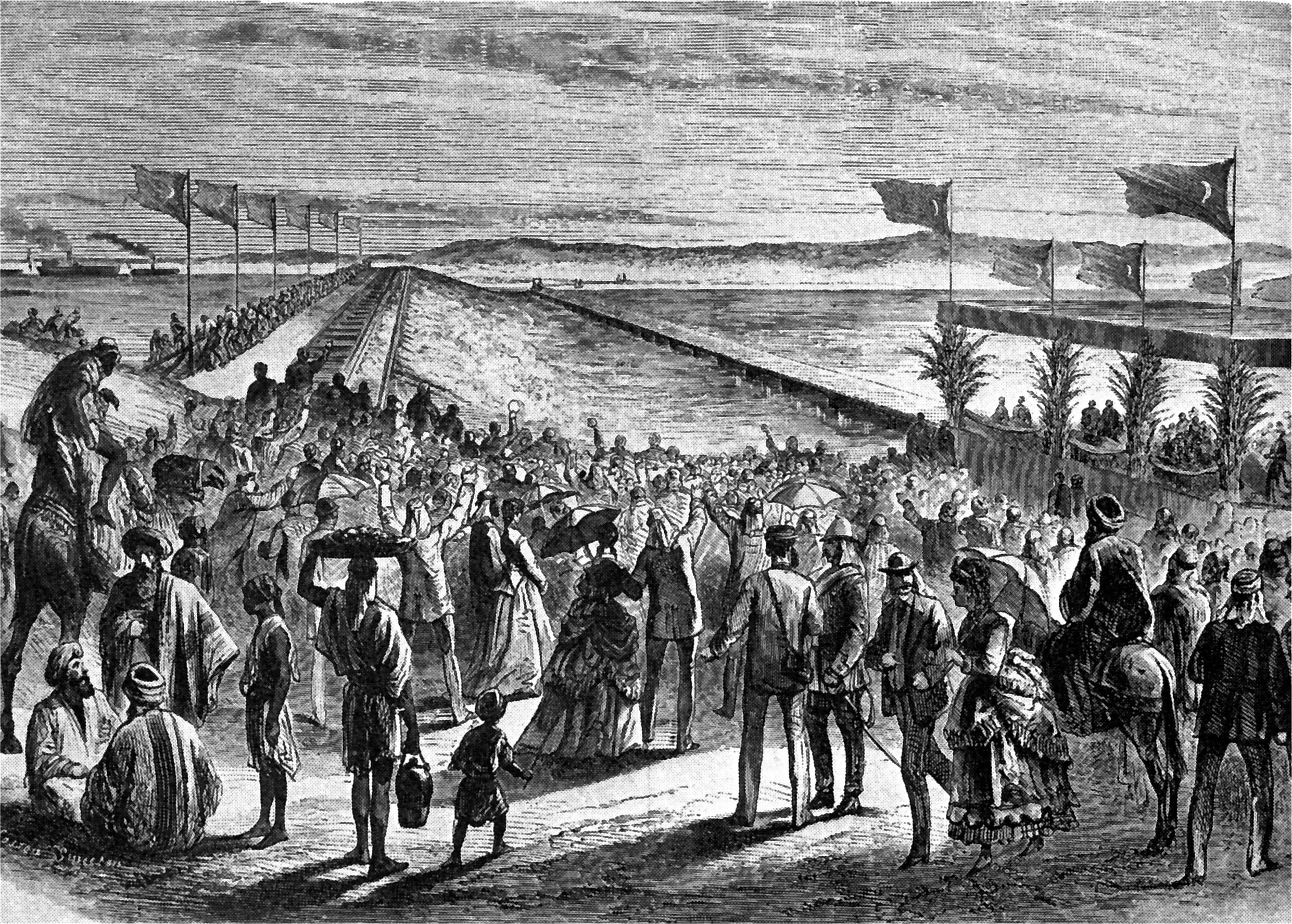
Eröffnungsfeier 1869

Für die Eröffnungsfeierlichkeiten am 16. und 17. November 1869 waren 6.000 ausländische und 25.000 inländische Gäste eingeladen worden, für die 500 Köche und 1.000 Bedienungen sorgten. Der Khedive war mit seiner Yacht El Mahrousa schon am 13. November vor Port Said vor Anker gegangen, um die Gäste zu begrüßen, die in den nächsten Tagen und Nächten ankamen, unter anderem Kaiser Franz Joseph I. von Österreich-Ungarn, der britische Kronprinz Albert Eduard, dessen Schwager und preußischer Kronprinz Friedrich Wilhelm, dessen Schwippschwager und Prinz Ludwig von Hessen und bei Rhein, Mitglieder verschiedener Herrscherfamilien und allen voran Kaiserin Eugénie an Bord ihrer Yacht Aigle. Auf der Reede lagen 50 Kriegsschiffe aus ganz Europa, während an der Küste eine große Zahl Einheimischer das Geschehen verfolgte. An Land waren Plattformen für die Gäste errichtet worden. Die Feiern begannen mit Gottesdiensten muslimischer und katholischer Geistlicher und der Segnung des Kanals und wurden mit weltlichen Zeremonien fortgesetzt. Am Abend des 16. November fand ein großes Feuerwerk statt. Am Morgen des 17. November fuhr die Aigle mit Kaiserin Eugénie und Lesseps an Bord an der Spitze eines langen Konvois in den Kanal ein und weiter nach Ismailia, wo für die dortigen Feierlichkeiten geankert wurde.
Am 19. November setzte die Aigle die Reise zu den Bitterseen und nach Sues fort. Die reine Fahrzeit hatte 16 Stunden gedauert. Die Rückfahrt nach Port Said wurde in einem Stück in 15 Stunden absolviert.

## Restarbeiten
Bei den Eröffnungsfeierlichkeiten war der Kanal noch nicht vollständig fertiggestellt. Die geplante Tiefe von 8 m war noch nicht überall erreicht worden, so dass einige Schiffe Grundberührungen hatten und den nachfolgenden Verkehr erheblich aufhielten. Manche Stellen waren zu eng für eine problemlose Fahrt größerer Schiffe auch bei Seitenwind. Die notwendigen Restarbeiten dauerten noch bis zum 15. April 1871. Auch nach diesem Datum waren laufende Baggerarbeiten notwendig. Mit zunehmender Größe der Schiffe wurden auch Wünsche laut nach einer Vertiefung und Verbreiterung, nach einer Abflachung der Kurven, nach breiteren Ausweichstellen usw. denen nach Überwindung der anfänglichen finanziellen Probleme auch Rechnung getragen wurde.

## Baukosten
Bis zur Eröffnung des Kanals waren Kosten von insgesamt 416 Mio. Francs aufgelaufen, die sich bis zur tatsächlichen Beendigung der Arbeiten auf 426 Mio. Francs erhöhten. Die Baukosten einschließlich der in den Beträgen enthaltenen Verwaltungskosten und der Zinsen für die Aktionäre scheinen durch das gezeichnete Aktienkapital, die gemäß den verschiedenen Vereinbarungen von Ägypten gezahlten Beträge, einer Kreditaufnahme und sonstiger Einnahmen der Gesellschaft gedeckt gewesen zu sein, auch wenn zum Teil langfristige Verbindlichkeiten durch langfristige Forderungen gedeckt waren und verfügbare Liquidität ein dauerndes Problem war.

## Änderung der Politik Großbritanniens
Während Großbritannien von Anfang an versucht hatte, den Kanalbau zu verhindern und seinen Widerstand erst nach der Genehmigung der Hohen Pforte vom 19. März 1866 aufgab, hat es nach der Eröffnung des Kanals seine Bedeutung anerkannt und Lesseps gebührend geehrt. Er wurde von Königin Victoria zum Knight Grand Commander des Order of the Star of India ernannt, erhielt vom Prince of Wales bei einer Feier im Crystal Palace eine Goldmedaille und wurde zum Freeman der City of London ernannt.

## Schiffsverkehr
| Jahr | Schiffe | Tonnen       | Einnahmen | Gebühr       |
| ---- | ------- | ------------ | --------- | ------------ |
|      |         | (in Tausend) | (TFrancs) | Fr./Tonne    |
| 1870 | 489     | 436          | 5.159     | 10*          |
| 1871 | 765     | 762          | 8.994     | 10*          |
| 1872 | 1.082   | 1.161        | 16.408    | 10**         |
| 1873 | 1.172   | 1.586        | 22.897    | 10**         |
| 1874 | 1.264   | 2.440        | 24.895    | 13***        |
| 1875 | 1.494   | 2.941        | 28.886    | 13***        |
| 1876 | 1.457   | 3.094        | 31.175    | 13***        |
| 1877 | 1.663   | 3.419        | 32.774    | 12,50        |
| 1878 | 1.593   | 3.292        | 31.0984   | 12,50        |
| 1879 | 1.477   | 3.237        | 29.668    | 12,00        |
| 1880 | 2.026   | 4.379        | 39.820    | 12,00        |
| 1881 | 2.727   | 5.794        | 51.274    | 11,50        |
|      |         |              |           | * net ton    |
|      |         |              |           | ** gross ton |
|      |         |              |           | *** SCNT     |

| Jahr | Gebühr   |  | Jahr | Gebühr   |  | Jahr | Gebühr   |
| ---- | -------- |  | ---- | -------- |  | ---- | -------- |
|      | Fr./SCNT |  |      | Fr./SCNT |  |      | Fr./SCNT |
| 1882 | 11,00    |  | 1912 | 6,75     |  | 1923 | 7,75     |
| 1883 | 11,00    |  | 1913 | 6,25     |  | 1924 | 7,50     |
| 1884 | 10,50    |  | 1916 | 6,75     |  | 1925 | 7,25     |
| 1885 | 10,00    |  | 1917 | 7,25     |  | 1928 | 7,00     |
| 1886 | 9,50     |  | 1918 | 8,50     |  | 1931 | 6,00     |
| 1903 | 8,50     |  | 1921 | 8,00     |  | 1932 | 6,00     |
| 1906 | 7,25     |  | 1922 | 8,00     |  |      |          |

In den ersten beiden Jahren blieb der Schiffsverkehr durch den Kanal weit hinter der erwarteten eine Million Tonnen
zurück: 1870 fuhr im Durchschnitt nur etwas mehr als ein Schiff pro Tag durch den Kanal, 1871 waren es etwas mehr als zwei Schiffe, 1873 rund drei und erst 1875 rund vier Schiffe. Der Anteil britischer Schiffe stieg von anfänglich 66,4 % auf das Maximum von 82,9 % im Jahr 1881. Besonders groß war die Zunahme des Schiffsverkehrs von Australien und Neuseeland nach Großbritannien, während noch 1910 ein doppelt so großer Teil der Schiffe nach Australien und Neuseeland die gewohnte Strecke um das Kap der guten Hoffnung nahmen: es waren meist noch Segelschiffe, die mit den günstigen Trade Winds (Passatwinden) fuhren und für die die kleine Verkürzung der Entfernung von rund 1 000 sm auf der langen Strecke weniger wichtig und billiger als die Kanalpassage war.
Anfänglich wurde der Kanal noch von Segelschiffen (mit oder ohne Dampfmaschine) benutzt (erst 1889 wurde im Nordatlantikverkehr der erste Hochseedampfer ohne jegliche Segel, die Teutonic der White Star Line eingesetzt). Die Dampfmaschinen erforderten die Versorgung mit Kohle, so dass Port Said schnell zu einem bedeutenden Kohlehafen wurde. Etwa 1891 fuhren die ersten Öltanker durch den Kanal, anfänglich gegen den Widerstand der Reedereien, die das Risiko für ihre Schiffe fürchteten, aber weder die Suezkanal-Gesellschaft noch die britische Regierung reagierten darauf. Schon 1908 fuhr das erste Dampfschiff mit Ölfeuerung durch den Kanal. Bald darauf, im Jahre 1912 kam das erste Dieselmotorschiff. 1930 bestand der Schiffsverkehr im Suezkanal zu etwa 20 % aus Dieselmotorschiffen.
Nachdem die Gebühren durch die Internationale Kommission von Konstantinopel 1873 zunächst auf 13 Francs pro Tonne festgelegt worden waren, wurden sie im Laufe der Zeit nach Verhandlungen mit der britischen Regierung und den Seefahrtsvertretern immer wieder reduziert; lediglich in der Zeit von 1917 bis 1923 stiegen sie etwas an, um danach bis 1932 auf 6 Francs pro Tonne zu sinken (vgl. Tabelle). Die Gebühren in den späteren Jahren sind nicht mehr dargestellt, da die Währungsschwankungen und die Einführung des Papier-Franc einen Vergleich nicht mehr sinnvoll erscheinen lassen.

## Finanzielle Probleme – Streit um Gebühren
Unmittelbar nach der Eröffnung des Kanals zeigten sich gravierende finanzielle Probleme. Die Restarbeiten mussten noch fertiggestellt werden, aber der Verkehr blieb weit hinter der erwarteten einen Mio. Tonnen pro Jahr zurück. Im Jahr 1870 fuhren Schiffe mit einer Tonnage von 436.000 Netto-Tonnen, im Jahr 1871 mit einer Tonnage von 761.000 Netto-Tonnen durch den Kanal. Die Differenz zwischen Ausgaben und Einnahmen ergab im Jahr 1870 ein Minus von 9,6 Mio. Francs und im Jahr 1871 ein Minus von 2,7 Mio. Francs. Die Aktionäre erhielten weder die in der Satzung vorgesehene Verzinsung des Aktienkapitals von 5 % p. a. noch eine Dividende. Auch die Direktoren bezogen nur sehr geringe Vergütungen. Der Kurs der Aktie über nominal 500 Francs fiel 1871 bis auf 208 Francs. In einer Aktionärsversammlung wurde Lesseps beinahe verprügelt. Der Deutsch-Französische Krieg von 1870/71 war keine Erleichterung. Lesseps war sich des Ernstes der Lage bewusst und bot im Juni 1871 sogar an, den Kanal an die Seemächte zu verkaufen, was jedoch weder in Großbritannien noch bei der Hohen Pforte auf Interesse stieß.
In dieser Lage traten auch die grundlegenden Konzeptionsprobleme hervor: Lesseps wollte eine universelle Gesellschaft mit Beteiligung aller am Seehandel interessierten Nationen. Die Suezkanal-Gesellschaft aber war von Franzosen dominiert, während die Briten sich einer Beteiligung verweigert hatten und als wichtigste Nutzer nur Gebührenzahler waren. Die Konzessionen sahen eine Dauer von 99 Jahren vor, enthielten aber keinerlei Regelung über die Anpassung an geänderte Verhältnisse, insbesondere nicht an die damals kaum vorstellbare Zunahme der Dampfschifffahrt mit immer größeren Schiffen.
Schon in der ersten Konzession vom 30. November 1854 war festgelegt, dass alle Schiffe aller Nationen den Kanal zu gleichen Bedingungen benutzen könnten, und in der zweiten Konzession vom 5. Januar 1856 wurde die Gebühr für die Passage auf ein maximum de 10 francs par tonneau de capacité des navires et par tête de passager (maximal 10 Francs pro Tonne Nutzlast und pro Passagier) beschränkt. Aber zu dieser Zeit gab es weder eine Definition des Begriffs Tonneau de capacité, noch einheitliche Regeln über die Schiffsvermessung. Jedes Land hatte seine eigenen Regeln über die Tonnage, die mit der tatsächlichen Nutzlast des Schiffes oft wenig zu tun hatte. Das Moorsom-System war erst 1854 in Großbritannien eingeführt worden, brauchte aber noch Jahrzehnte, bis es sich in Europa verbreitete, und bot für Dampfschiffe erheblichen Spielraum bei der Ermittlung der net registered tons.
Die Suezkanal-Gesellschaft berechnete die Gebühren der Einfachheit halber zunächst auf der Grundlage der in den Schiffspapieren eingetragenen Netto-Tonnage, bemerkte aber bald die ungleichen Auswirkungen auf verschiedene Schiffe und die ungenügenden Einnahmen. Eine beratende Kommission meinte, dass das Moorsom-System zwar das beste sei, aber für Maschinenräume und Kohlebunker viel zu hohe Abzüge vorsehe.
Die Gesellschaft beschloss daher ab dem 1. Juli 1872 Gebühren in Höhe von 10 francs par tonne sur la capacité réelle des navires (pro tatsächlicher Tonne) zu berechnen und nahm in der Praxis dafür die Brutto-Tonnage als
Basis. Diese Gebührenerhöhung (von etwa 30 % bei britischen Schiffen) stieß auf heftigen Widerstand insbesondere der britischen Regierung, die allein die in den Schiffspapieren ausgewiesene Netto-Tonnage nach ihrem Moorsom-System als legale Gebührengrundlage sah und der Hohen Pforte sogar in Aussicht stellte, von ihr die zu viel bezahlten Beträge zurückzuverlangen.
Die Hohe Pforte wagte es nicht, die Sache selbst zu entscheiden, sondern berief eine internationale Kommission nach Konstantinopel ein zur Feststellung der den Gebühren zugrunde zu legenden Tonnage ein. Entgegen dem heftigen Widerstand Frankreichs versuchte Großbritannien durchzusetzen, dass dies nur die Netto-Tonnage nach dem Moorsom-System sein könne.

### Gebührenregelung der Internationalen Kommission von Konstantinopel, 1873
Im Abschlussbericht der Kommission vom 18. Dezember 1873 einigte man sich schließlich darauf, die Moorsom-Regeln gemäß dem britischen Merchant Shipping Act von 1854 mit bestimmten Abweichungen zugrunde zu legen, dafür aber zusätzlich zu den 10 Francs pro Netto-Tonnage eine Zusatzgebühr von 4 Francs (surtaxe) einzuführen. Diese Zusatzgebühr sollte für gemäß den Regeln der Kommission vermessene Schiffe nur 3 Francs betragen. Sobald die Gesamt-Tonnage im Suezkanal 2.100.000 Tonnen pro Jahr erreicht habe, sollte sich die Zusatzgebühr um 0,50 Francs reduzieren. Diese Reduzierung sollte für jede zusätzlichen 100.000 Tonnen pro Jahr fortgesetzt werden, so dass sie nach 2.600.000 Tonnen auf Null reduziert würde.
Damit wurde die Suez Canal Net Tonnage und das Suez Canal Special Tonnage Certificate geschaffen, die nach verschiedenen Fortschreibungen bis heute gelten.
Die Regelung war ein diplomatischer Kompromiss und die Vereinbarung über die schrittweise Reduzierung der Zusatzgebühr berücksichtigte eher die Interessen der britischen Gebührenzahler als die Notwendigkeit, der Kanalgesellschaft ausreichende Mittel für den Unterhalt und die Verbesserung bzw. Erweiterung zur Verfügung zu stellen, die für die inzwischen schon über 100 m langen Schiffe erforderlich wurden.

### Militärische Durchsetzung der Gebührenregelung
Lesseps, der an den Verhandlungen in keiner Weise beteiligt worden war, wehrte sich heftig gegen die Regelung und forderte, die Zusatzgebühr länger unverändert zu lassen und in größeren Abständen zu reduzieren, was von der Hohen Pforte (auf britischen Druck hin) abgelehnt wurde. Lesseps drohte daraufhin mit Schadenersatzforderungen und der Schließung des Kanals. Die Hohe Pforte verlangte schließlich vom Khediven, die Einführung der neuen Gebühren per 29. April 1874 notfalls mit militärischen Mitteln durchzusetzen. Ismail Pascha beorderte 10.000 Mann unter seinem amerikanischen General Stone und eine britische Fregatte zum Kanal und ließ die Übernahme der Kanaldienste vorbereiten. Am 26. April 1874 akzeptierte Lesseps unter Protest die neuen Gebühren.

## Großbritannien übernimmt die Aktien des Khediven
Ismail Pascha hatte zwar umfangreiche Modernisierungen durchgeführt, aber auch Kredite in Höhe von 7 Mio. Pfund Sterling pro Jahr aufgenommen, so dass die öffentlichen Schulden Ägyptens auf 98 Mio. Pfund Sterling angewachsen waren. Die Zahlungsunfähigkeit des Osmanischen Reiches Ende 1875 brachte ihn in eine hoffnungslose Situation. Ismail Pascha wollte zunächst seine Aktien in der Suezkanal-Gesellschaft verpfänden, sah dann aber ein, dass nur ein Verkauf ihm die dringend benötigten Mittel bringen würde. Großbritannien machte gegenüber Frankreich deutlich, dass es einen Verkauf an die Suezkanal-Gesellschaft oder an Frankreich nicht dulden würde. Man wolle nicht der Gnade von Lesseps ausgeliefert sein. Deshalb entschied die britische Regierung unter Disraeli schon am 25. November 1875, die Aktien
zum Nominalwert von rund 88 Mio. Francs bzw. 4 Mio. Pfund Sterling mit Hilfe der Rothschild-Bank selbst zu kaufen. Disraeli wurde später heftig kritisiert, weil er den Kauf ohne die (erst später erteilte) Zustimmung des Parlaments vorgenommen habe. Auf dem Kontinent war der Kauf die große, aber meist positiv aufgenommene Überraschung. Lesseps begrüßte die Transaktion mit diplomatischen Worten. Großbritannien war damit zu einem wichtigen Aktionär geworden, aber im Rahmen der Gesellschaft immer noch in der Minderheit. Die Zahl der Direktoren wurde um drei Sitze für Großbritannien erhöht.

## Großbritannien besetzt 1882 Ägypten
Im Jahr 1876 hatten Großbritannien und Frankreich eine Kontrollkommission zur Regulierung der zerrütteten ägyptischen Finanzen eingerichtet. Dieser massive ausländische Einfluss auf Ägypten war einer der Gründe für das Entstehen der Urabi-Bewegung. Als diese mit militärischen Mitteln den Suezkanal bedrohte, schlug Großbritannien den Aufstand 1882 im Anglo-Ägyptischen Krieg nieder und besetzte Ägypten. Dabei übernahm ein britischer Admiral für 48 Stunden die Kontrolle des Suezkanals. Mit dem Einmarsch begann die britische Herrschaft in Ägypten, die bis 1922 dauern sollte.

## Zweiter Kanal?
Schon vor dem britischen Erwerb der Aktien an der Suezkanal-Gesellschaft gab es häufige Beschwerden der britischen Reeder über die „französische“ Gesellschaft und die Abwicklung der Kanaldurchfahrt, was zu Diskussionen über einen „eigenen“, zweiten Kanal führte. Bis 1883 hatten der Verkehr und die Größe der Schiffe gewaltig zugenommen. Während die Passage nach der Eröffnung noch 16 Stunden dauerte, war die durchschnittliche Dauer nun auf 50 Stunden angewachsen, woraus häufig 3 Tage wurden. Fast 80 % des Verkehrs waren britisch und der größte Teil des britischen Asien-Verkehrs ging durch den Kanal. Nur Jute, Reis und etwas Baumwolle wurden noch um das Kap der Guten Hoffnung gefahren. Die britischen Beschwerden über das französische Management des Kanals, die französischen Mitarbeiter, die französische Kontrolle, die ungenügende Kompetenz der Lotsen, die Bürokratie im Allgemeinen und das Fehlen jeglicher Briten in den höheren Rängen der Verwaltung nahmen zu. Deshalb wurde wieder die Idee eines zweiten Kanals diskutiert, zum Beispiel von Alexandria über Kairo nach Sues, oder aber von Haifa über das zu flutende Tote Meer nach Aqaba, oder parallel zum Suezkanal. Die britische Regierung bevorzugte den parallelen Kanal, dem Lesseps aber mit dem Hinweis auf seine exklusive Konzession begegnete. Schließlich wurde am 10. Juli 1883 sogar ein Entwurf eines Vertrages zwischen der Suezkanal-Gesellschaft und der britischen Regierung über den Bau eines parallelen Kanals abgezeichnet, der von der Kanalgesellschaft möglichst bis 1888 fertiggestellt werden sollte. Außerdem sah der Entwurf eine Reduzierung der Kanalgebühren und einen verstärkten britischen Einfluss im Kanalverkehr vor. Die Idee und der Entwurf wurden ausführlich im Parlament diskutiert. Dabei wandte nur ein einziger Abgeordneter ein, dass die Verbreiterung des existierenden Kanals doch die einfachere und billigere Lösung sei. Schließlich wurde die Idee aber fallen gelassen.

## London Programme
Um den Beschwerden entgegenzukommen, führte Lesseps Gespräche mit der Association of Steamship Owners, die in einem später London Programme genannten Protokoll vom 30. November 1883 mündeten. Danach sollten sieben weitere Directors aus britischen Schifffahrtskreisen in den Verwaltungsrat entsandt, eine Gebührenzahlung in London ermöglicht, Englisch sprechende Mitarbeiter eingestellt und bei einem Gewinn von mehr als 25 % die Gebühren schließlich auf 5 Francs reduziert werden. Die britische Regierung stimmte dem zwar formlos zu, betonte aber, an den Gesprächen keinen Anteil gehabt zu haben.

## Commission Consultative Internationale des Travaux
Im Juni 1884 trat eine von Lesseps einberufene, internationale beratende Kommission aus 8 Franzosen, 8 Briten und 6 Mitgliedern aus anderen Nationen zusammen, die eine Erweiterung als Alternative zu einem zweiten Kanal befürwortete. Gleichzeitig wurden auch Versuche mit elektrischen Scheinwerfern auf den Schiffen und beleuchteten Bojen durchgeführt, die damals aber noch kein eindeutiges Ergebnis hatten. Diese Kommission trat 1887 erneut zusammen als Commission Consultative Internationale des Travaux (in etwa: Internationale Beratende Baukommission) und beriet anschließend (mit wenigen Ausnahmen) jährlich in Paris über alle wesentlichen Baumaßnahmen am Kanal.

## Konvention von Konstantinopel 1888
Die Idee, den Kanal zu neutralisieren, wurde wohl zuerst von Metternich in den Jahren 1838 und 1841 in Schreiben an Muhammad Ali Pascha aufgebracht, und von Lesseps 1856 und nochmals einige Jahre später vorgeschlagen. 1869 befassten sich die französische Regierung und 1870 eine Handelskonferenz in Kairo sowie die britische Admiralität mit der Idee. Auch die Internationale Kommission von 1873 behandelte das Thema. 1877 bekam das Thema durch den Krieg zwischen Russland und dem Osmanischen Reich praktische Bedeutung. Als Großbritannien 1882 Ägypten besetzte, landeten Truppen in Sues und Port Said und unterbrachen den Schiffsverkehr vorübergehend. Formal war dies allerdings durch einen Beschluss des Vizekönigs gedeckt. 1883 schlug Großbritannien eine internationale Vereinbarung über den Kanal vor, ohne weitere Folgen. 1885 kam es auf Betreiben Frankreichs zu einer Konferenz in Kairo, bei der ein Entwurf ausgearbeitet, aber nicht unterzeichnet wurde. 1887 wurde der Entwurf auf einer Konferenz in Konstantinopel weiterverhandelt. Schließlich wurde die Konvention von Konstantinopel am 29. Oktober 1888 unterzeichnet, jedoch mit dem Vorbehalt, dass sie erst nach der britischen Besetzung Ägyptens in Kraft treten würde. Die Konvention hatte ihre erste Bewährungsprobe 1904, als russische Kriegsschiffe im Krieg gegen Japan ungehindert durch den Kanal fahren konnten, obwohl Japan mit Großbritannien verbündet war. In einem Vertrag mit Frankreich vom 8. April 1904 erklärte Großbritannien, die Konvention in Kraft zu setzen.

## Ausbau des Kanals
Auch nachdem der Kanal eröffnet und die Restarbeiten erledigt waren, gingen die Arbeiten ständig weiter. Der Kanal musste (und muss) laufend ausgebaggert werden, um den vom Wind eingetragenen Sand zu entfernen, die vom Wellengang beschädigten Böschungen mussten repariert oder durch Steinpackungen gesichert werden. Die Schifffahrt verlangte zusätzliche oder größere Ausweichstellen, flachere Kurven und verbesserte Hafenanlagen.
Zwischen 1871 und 1876 wurden rund 6 Mio. Francs für den Ausbau des Kanals ausgegeben. Zwischen 1877 und 1883 wurden insgesamt 8,32 Mio. Francs, also etwas mehr als die früher angenommenen 1 Mio. Fr. pro Jahr aufgewandt, außerdem wurden 7 Mio. Francs für den Süßwasserkanal ausgegeben.
1870 war der Kanal 8 m tief, am Boden 22 m und an der Wasserlinie 54 bis 100 m breit. 1905 war er 9 m tief und am Boden 37 m breit. 1923 war er 11 m tief, am Boden 45–100 m und an der Wasserlinie 100–160 m breit. Zwischen 1886 und 1887 wurde eine elektrische Beleuchtung installiert, um nächtliche Passagen zu ermöglichen.
Port Said, Ismailia und Sues entwickelten sich zu ansehnlichen Städten. Die Hafenanlagen insbesondere in Port Said wurden erweitert. Eine Reihe von Reparatur- und Serviceunternehmen ließen sich am Kanal nieder.

## Antrag auf Verlängerung der Konzession
1909 unterbreitete die Suezkanal-Gesellschaft der ägyptischen Regierung einen Antrag auf Verlängerung der Konzession von 1968 bis 2008. Großbritannien vertrat die Auffassung, dass dies nur Ägypten und die Kanalgesellschaft angehe und überließ die Entscheidung dem ägyptischen Parlament, das mehrere Tage ausführlich darüber debattierte. Es schien zu einer Zustimmung zu kommen, als der Premierminister Boutros Ghali Pascha am 20. Februar 1910 von einem jungen Ägypter ermordet wurde. Nach weiteren mehrtägigen Debatten und großem öffentlichen Interesse wurde die Verlängerung der Konzession schließlich abgelehnt.

## Politische Auseinandersetzungen
Im Jahr 1956 wurde der Kanal nationalisiert, worauf es zur Suezkrise kam. Infolge des Sechstagekriegs 1967 wurde der Kanal bis 1975 gesperrt.

## Weltdokumentenerbe
Im Jahr 1997 wurde eine Sammlung von Schreiben, Zeichnungen und Fotografien zum Bau des Kanals von der UNESCO zum Weltdokumentenerbe erklärt. Die Sammlung wird in der ägyptischen Botschaft in Paris aufbewahrt.

## Erweiterung des Kanals 2014–2015

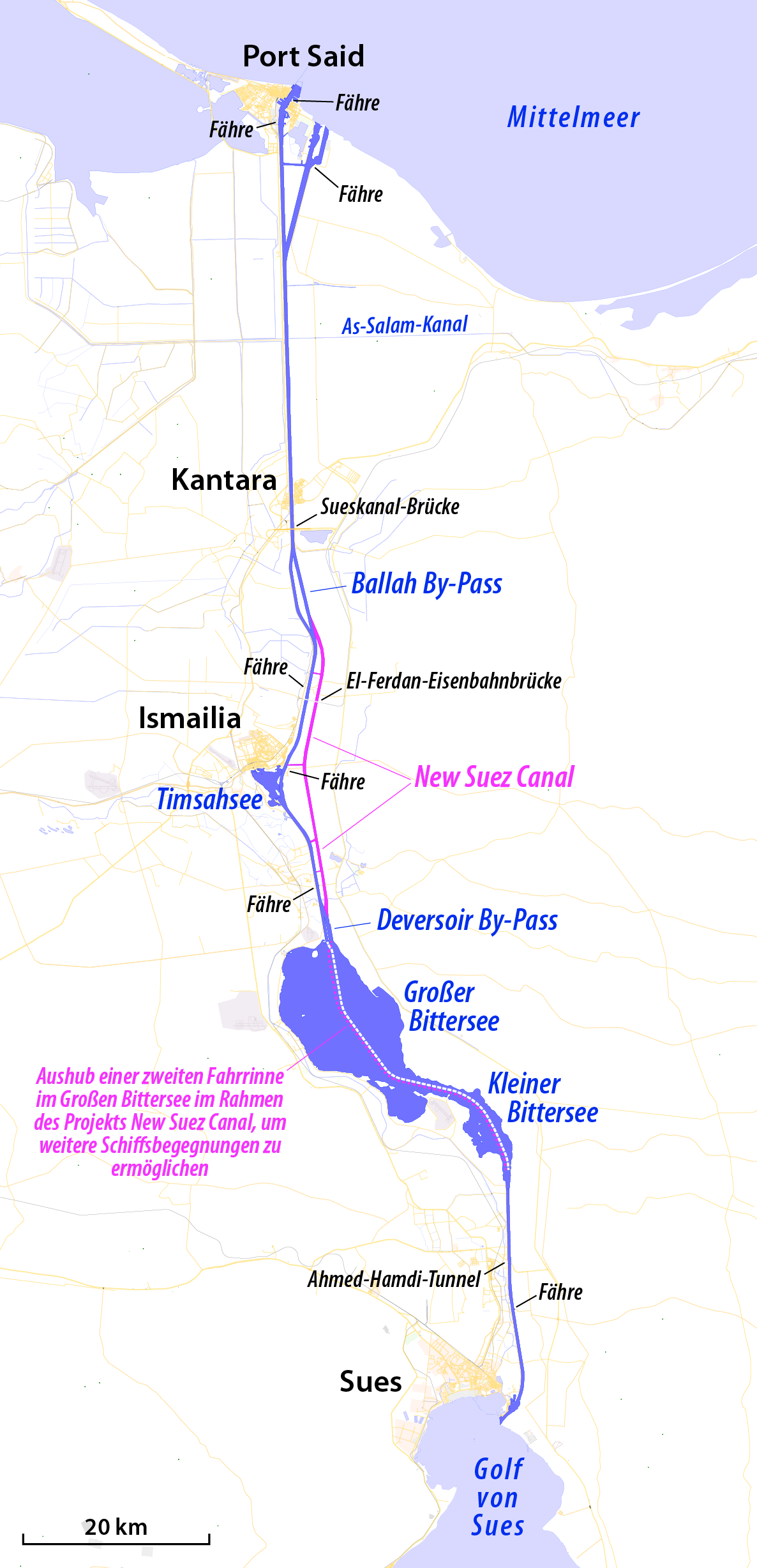
Karte des Suezkanals mit der neuen Fahrrinne

Von 2014 bis 2015 wurde zwischen Ballah By-Pass und Großem Bittersee parallel zum bestehenden Kanal auf 35 Kilometern Länge ein zweiter Kanal erbaut (siehe Suezkanal#Erweiterung des Kanals 2014/15).